# Justin Robinson (basket-ball, États-Unis, 1997)
Pour les articles homonymes, voir Justin Robinson.
Justin Robinson, né le 12 octobre 1997 à Manassas dans l'État de Virginie, est un joueur américain de basket-ball évoluant au poste de meneur.

## Biographie
Le 21 juin 2019, Robinson s'engage en faveur des Wizards de Washington par le biais d'un contrat de plusieurs années. Le 5 janvier 2020, il est coupé.
Le 5 avril 2021, il signe un contrat de 10 jours avec le Thunder d'Oklahoma City. Robinson signe un second contrat de 10 jours le 15 avril.
En septembre 2021, Robinson s'engage avec les champions en titre, les Bucks de Milwaukee. Il signe un contrat two-way. Il est coupé le 29 novembre 2021.
Le 18 décembre 2021, il signe un contrat de 10 jours en faveur des Kings de Sacramento. 
Le 28 décembre 2021, il signe un contrat court avec les Pistons de Détroit.
Après l'Australie aux Illawara Hawks, le gaucher rejoint l'Europe avec une saison à Breogán Lugo en Espagne en 2023-2024, puis rejoint Trapani Shark qui accède aux demi-finales du championnat italien avec des statistiques remarquées de 14,4 points, 3 rebonds et 6 passes en saison régulière puis 14,7 points, 3 rebonds et 6,2 passes en play-offs. Robinson s'engage avec le Paris Basketball, champion de France, en juillet 2025.